# Музыка Гуама
Музыка Гуама включает в себя широкий спектр традиционной и современной музыки. Современная музыка Гуама состоит из элементов американской, испанской, филиппинской и полинезийской музыки. 
Испанцы и мексиканцы внесли в культуру Гуама серенады. Частью местной музыкальной культуры стали некоторые традиционные католические песни на испанском языке, в том числе «Mil Albricias», «Pastores a Belen», «Santa Maria de la Merced» или «En Lecho de Pajas», а также некоторые традиционные песни о любви, включая «A mi morena», «Ay que triste desventura», «Cancion de Antonio Acosta» или «Te quiero amar». Флора База Куан известна как «Королева музыки чаморро». 
Официальный территориальный гимн Гуама — Stand Ye Guamanians. Текст Stand Ye Guamanians это Fanohge Chamoru в переводе Рамона Саблана с чаморро на английский, принятый в 1919 году. Однако в настоящее время более популярен перевод Лагримаса Унталана 1974 года.

## Музыкальные сообщества и учреждения
Музыкальные учреждения Гуама включают факультет изящных искусств Университета Гуама, Гуамское симфоническое общество, основанное в 1967 году, Общество хористов Гуама, Общество Cantate Guam и Григорианский институт Гуама. Два основных местных звукозаписывающих лейбла — это Napu Records и StelStar Records. Кроме того, на Гуаме существует музыкальная группа Guam Territorial Band, спонсируемая правительством. Guam Territorial Band ежегодно проводит концерты, часто бесплатные для публики, а также представляет музыку Гуама на международной сцене.

## Музыка чаморро

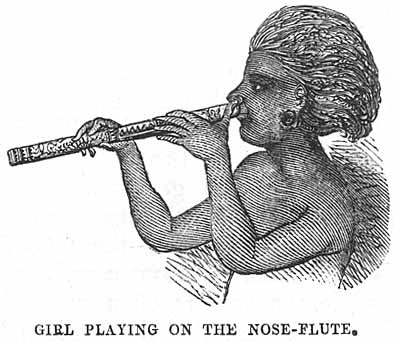
Девушка, играющая на носовой флейте.

Традиционные инструменты чаморро — белембаотиян (струнный инструмент из полой тыквы) и носовая флейта.
Песнопения чаморро и Kantan Chamorrita также являются важными элементами гуамской музыки. Kantan Chamorrita представляют собой старинные народные песни, сложенные в четверостишия из двух восьмисложных куплетов, которые, по мнению некоторых авторов, составлены на единую мелодию, причем вариации зависят от индивидуальной манеры исполнения. Kantan Chamorrita это своего рода импровизированная поэзия в формате вопросов и ответов, которая была задокументирована европейцами ещё в 1602 году и остаётся важной частью культуры чаморро. В Kantan Chamorrita отдельные лица и группы обмениваются остроумными дразнилками в рамках дебатов. Один человек дразнит другого в форме короткого куплета, затем тот, кого дразнили, дразнит своего визави или третьего участника, и так далее по очереди. Отличительными чертами являются спонтанная импровизация и диалоговое исполнение между двумя или более людьми.

## Исполнители
Среди популярных музыкантов чаморро — KACY, Флора База Куан (Flora Baza Quan), Даниэль Де Леон Герреро (Daniel De Leon Guerrero) и певец и автор песен Джей Ди Кратч (J. D. Crutch).
Музыкальный дуэт Gus and Doll (Агусто Кичочо и его жена Жозефина Саблан Кичочо) были выдающимися исполнителями музыки чаморро конца 1980-х годов.
Пиа Миа — единственная артистка из Гуама, чья песня Do It Again попала в Billboard Top 100 (2015 год).
KUAM — радиостанция Гуама, специализирующаяся на местной музыке.